# Serge Dassault
Serge Dassault   (4t districte de París, 4 d'abril de 1925 - 8è districte de París, 28 de maig de 2018) va ser una hereva, empresari i polític francès. Va exercir com a president i conseller delegat de Dassault Group i un polític conservador. Va néixer a París. Segons Forbes, el patrimoni net de Dassault el 2016 es va estimar en 15.000 milions de dòlars.
Dassault va servir al Senat francès per Essonne del 2004 al 2017 com a independent conservador.
Dassault va morir als 93 anys el 28 de maig de 2018 a París d'un atac de cor.
Serge Dassault és educat a l'École polytechnique, SUPAERO i HEC Paris.